# Boeing XB-39 Superfortress
El Boeing XB-39 Superfortress fue un prototipo de avión bombardero estadounidense, un único ejemplar de B-29 Superfortress modificado para volar con plantas motrices alternativas. Estaba destinado a demostrar que el B-29 todavía podía ser puesto en servicio incluso si la primera opción de motor, el radial Wright R-3350 refrigerado por aire, pasara por dificultades de desarrollo o producción.

## Diseño y desarrollo
Nacido como el primer YB-29 entregado a las Fuerzas Aéreas del Ejército de los Estados Unidos, fue enviado en noviembre de 1943 a la Sección de Desarrollo de Aviones de Fisher Body de General Motors, para ser modificado para usar motores lineales Allison V-3420-17 W24 (dos V-12 gemelos, con cárter común) refrigerados por líquido. Fisher fue elegido para la modificación al estar familiarizado con el motor, ya que iba a propulsar al P-75 Eagle que estaba desarrollando. Las pruebas en el mismo comenzaron a principios de 1944.
Los desarrollos del motor y del avión fueron retrasados por una serie de cambios en los planeados turbosobrealimentadores, ya que los originalmente especificados de dos etapas GE Type CM-2 se volvieron indisponibles debido a la demanda en la producción de GE de sus otros turbosobrealimentadores. Se consideraron otros modelos, pero el resultado final fue que los primeros vuelos del B-39 tuvieron que realizarse sin ningún turbosobrealimentador.
Además, a principios de 1944, debido a una súbita comprensión por parte de las Fuerzas Aéreas del Ejército de los Estados Unidos de que requerían un caza de superioridad aérea de largo alcance, Fisher fue redirigido a concentrarse en su otro producto principal, el P-75 Eagle. En junio de 1944, Fisher recibió un contrato por 2500 P-75. Sin embargo, por una variedad de razones, el P-75 fue cancelado.

## Historia operacional

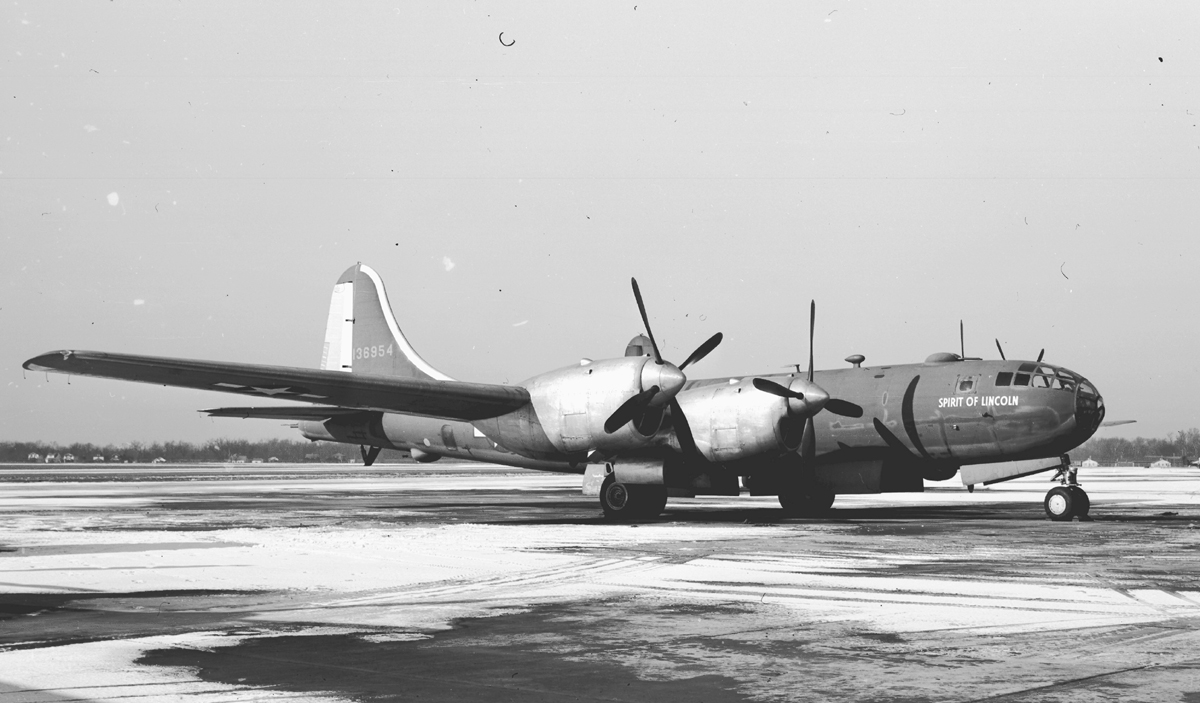
General Motors modificó un B-29 para utilizar motores Allison V-3420.

Fisher se concentró de nuevo en el B-39. El primer vuelo se realizó el 9 de diciembre de 1944 en Cleveland, Ohio. Las pruebas de vuelo iniciales del B-39, sin los turbosobrealimentadores instalados, fueron impresionantes. Sin embargo, el programa del B-39 estaba en ese momento seriamente retrasado, y los defectuosos B-29 con motores R-3350 ya habían sido lanzados al combate en junio de 1944.
A pesar de los continuos problemas con los B-29, los aviones estaban funcionando lo suficientemente bien en combate que ya no tenía sentido cambiar los recursos de la base de fabricación para un nuevo motor, así que el B-39 no fue puesto en producción.

## Operadores
Estados Unidos
- Fuerzas Aéreas del Ejército de los Estados Unidos

## Especificaciones

### Características generales
- Tripulación: Diez (piloto, copiloto, ingeniero de vuelo, bombardero, navegador, radio operador, artilleros laterales (dos), artillero superior y artillero de cola).
- Longitud: 30,2 m (99 ft)
- Envergadura: 43,1 m (141,2 ft)
- Altura: 8,5 m (27,8 ft)
- Superficie alar: 161,3 m² (1736,3 ft²)
- Peso vacío: 33 800 kg (74 495,2 lb)
- Peso cargado: 54 000 kg (119 016 lb)
- Peso máximo al despegue: 60 560 kg (133 474,2 lb)
- Planta motriz: 4× motor lineal W24 (doble V) refrigerado por líquido Allison V-3420-11.
  - Potencia: 1600 kW (2206 HP; 2176 CV) cada uno.

### Rendimiento
- Velocidad máxima operativa (Vno): 648 km/h (403 MPH; 350 kt)
- Alcance: 10 060 km (5432 nmi; 6251 mi)
- Techo de vuelo: 11 000 m (36 089 ft)
- Carga alar: 337,5 kg/m² (69,1 lb/ft²)
- Potencia/peso: 121 W/kg (0,073 hp/lb)

### Armamento
- Ametralladoras: 

  - 8 Browning M2 de 12,7 mm en torretas de control remoto
  - 2 Browning M2 de 12,7 mm en torretas manuales

- Cañones: 

  - 1 de 20 mm en la cola
- Bombas: 

  - 9000 kg

## Aeronaves relacionadas

### Desarrollos relacionados
- Boeing B-29 Superfortress
- Boeing XB-44 Superfortress
- Boeing B-50 Superfortress

### Secuencias de designación
- Secuencia B-_ (Bombarderos del USAAC/USAAF/USAF, 1926-1962): ← B-36 - B-37 - B-38 - B-39 - B-40 - B-41 - B-42 →